# Pilot (Ugly Betty)
«Pilot» (en español: Piloto) es el primer episodio de la serie de comedia dramática estadounidense Ugly Betty. Se emitió por primera vez el 28 de septiembre de 2006 en la cadena ABC en los Estados Unidos. También es el primer episodio más visto de la primera temporada y con más de 16 millones de espectadores tras su estreno.

## Argumento
Betty Suarez, una mujer poco glamorosa de unos 20 años de edad, comienza a trabajar para una revista de moda llamada MODE, y en el proceso se le presenta el duro trato con el que tendrá que lidiar por parte de sus compañeros de trabajo más hermosos. También se reúne con su jefe, Daniel Meade, que acaba de ser nombrado nuevo jefe editor de su padre, Bradford Meade. Daniel sucede al venerado Fey Sommers, que murió en un sospechoso accidente automovilístico. El anuncio de que Daniel sea nombrado editor en jefe no le sienta bien a Wilhelmina Slater, la editora creativa de la revista que ha estado litiendo por el puesto.
A Daniel no le interese que Betty trabaje con él porque es hogaresa, por lo que planea que renuncie dándole tareas difíciles y escandalosas. Cuando Betty se entera de esto de la costurera de la compañía, Christina McKinney, está gravemente herida y dice que tal vez esa es la forma en que se suponía que iba a conseguir un trabajo. Después de que Daniel haga que Betty se sustituye para una vergonzosa sesión de modelaje, cambia de opinión después de darse cuenta de lo que la está haciendo pasar y detiene la sesión mientras Betty sale enojada y lágrimas, dejando atrás a un lamentable con Daniel.
En su vida personal, Betty tiene que lidiar con su hermana mayor, Hilda Suarez, una madre soltera que piensa que su hermana con educación universitaria no está destinada a trabajar en el mundo de la moda, y quiere que Betty se una a ella en la venta de Herbalux. Betty asume la responsabilidad de su padre Ignacio Suarez llamando a su HMO para recibir tratamiento para su estado de salud. Además de esto, el novio de Betty, Walter, la deja por su vecina Gina Gambarro. Después de ir a la casa de Gina para quejarse de sus actividades de citas, y para darle besos con otro hombre, Betty se entera de que Gina estaba usando Walter para obtener un descuento en un televisor de plasma. Fumando, Betty sale corriendo de la casa de Gina, destruyendo accidentalmente el televisor en el proceso.
Daniel más tarde se entera de que está en peligro de perder la cuenta de cosméticos Fabia, sin saber que está siendo saboteado por Wilhelmina y su mejor amiga, una fotógrafa que ha sido conocida por plagiar el trabajo de otras personas (después de que Betty mencione un diseño que hizo) y es responsable de la sesión mencionada en la que Betty estaba. Después de ver una nueva propuesta de diseño de cosméticos creada por Betty, Daniel se da cuenta de que la necesita. Walter más tarde termina las cosas con Gina e intenta convencer a Betty de que se lo lleve de vuelta. Sin embargo, son interrumpidos cuando Daniel entra, por lo que Betty le dice a Walter que se vaya, después de lo cual Daniel le hace una apasionada súplica para que regrese después de ver su propuesta de diseño. Betty finalmente regresa y, en el proceso, no solo salva la campaña, sino también su trabajo.
Mientras tanto, Wilhelmina visita a una persona cuyo rostro está parcialmente envuelto y se revela que los dos ya están discutiendo detrás de escena planes siniestros para hacerse cargo de Meade Publications. Mientras se mira al espejo, también dice que deberían vigilar de cerca a Betty.

## Producción

### Casting
America Ferrera fue elegida como la protagonista de la serie, después de que Hayek le propusiera el papel. Ferrera dijo que leyó el guion y «se enamoró del personaje».Ferrera comparó a Betty con Bridget del Diario de Bridget Jones, llamándola «desvalida». En febrero de 2006, Christian Toto de The Washington Times informó que Eric Mabius se había unido al elenco como Daniel Meade, el hijo del editor que fue elegido editor en jefe de MODE.La actriz Charlotte Ross fue elegida originalmente como Wilhelmina Slater, pero se retiró antes de filmar para unirse al piloto del programa de comedia de ABC Pink Collar. Vanessa L. Williams reemplazó a Ross.
Becki Newton no esperaba conseguir el papel de la recepcionista Amanda Tanen, después de asistir a dos audiciones de pilotos fallidas el mismo día.De su casting, Horta dijo: "Estábamos tratando de encontrar una chica que fuera hermosa y divertida, y eso es mucho más difícil de lo que crees. Es muy raro. Y Becki entró y era hermosa y acaba de clavarlo". Michael Urie sabía que su papel de asistente de Wilhelmina, Marc St. James hizo una aparición en un episodio, ya que una idea de historia original hizo que Wilhelmina despidiera a sus asistentes cada semana. Urie explicó que solo tenía unas pocas escenas en el piloto, pero Williams se aseguró de que estuviera cerca de ella, para que pudieran realizar algunos momentos divertidos juntos y luego ella "ladraría" el nombre del personaje, por lo que sus escenas no fueron cortadas. Urie se convirtió en un habitual de la serie cuando Horta se dio cuenta de que tenía un buen momento cómico.
Ana Ortiz audicionó originalmente para el papel de Betty. Hizo un esfuerzo por cambiar su apariencia para el personaje, pero sabía que no era adecuada para el papel. Sobre su personaje dijo que: «Era súper sencilla. Acabo de ponerme unas gafas y mantener el pelo un poco plano y en capas en la ropa. Mi objetivo era principalmente ir allí y hacer una audición muy buena porque estaba muy entusiasmado con el proyecto».En su lugar, se le pidió a Ortiz que interpretara a la hermana mayor de Betty, Hilda.
La actriz británica Ashley Jensen fue elegida para interpretar a Christina McKinney, una costurera y confidente de Betty.Poco después de adquirir un agente estadounidense, Jensen viajó a Los Ángeles en enero de 2006 para la temporada piloto. Le enviaron el guion de Ugly Betty y más tarde asistió a una prueba de pantalla en el estudio, que describió como «aterradora».Christina era originalmente estadounidense, pero a los productores les gustó tanto el acento escocés de Jensen que cambiaron la nacionalidad del personaje para que lo mantuviera y siguiera siendo británica.Además de producir la serie, Hayek hace una aparición como criada en una telenovela vista por la familia Suárez. La estrella venezolana Lupita Ferrer también aparece en la escena.

### Filmación
Horta tenía una idea específica de cómo sería el mundo de Betty y las oficinas de MODE. Comparó su visión con el estilo de dirección de Pedro Almodóvar, llamándola «un poco de realidad aumentada, pero una especie real de factor emocional y con base». Richard Shepard fue elegido para dirigir el piloto, después de que Horta viera su trabajo en The Matador (2005). Pensó que los colores brillantes y el equilibrio de la comedia y la emoción que Shepard estableció en la película también eran el tono correcto para Ugly Betty.El piloto fue filmado a principios de 2006 en la ciudad de Nueva York y en los estudios Silvercup. Woolworth Bulding en Manhattan sustituyó a la sede de Meade Publications, mientras que la casa de Betty en Queens fue filmada en el lugar del distrito.Después de que se filmara el piloto, la producción para el resto de la temporada se trasladó a Los Ángeles, ya que se creía que el rodaje en Nueva York era demasiado caro en ese momento.

### Vestuario
La exdiseñadora de vestuario de Sex and the City, Patricia Field, trabajó en la ropa para el piloto. Shephard le dijo a Field que quería una explosión de color en el episodio, lo que le atraía, ya que a menudo se le decía que se contuviera.Field y su equipo crearon el poncho de Guadalajara «estreso» de Betty después de que no pudieran encontrar uno que fuera «lo suficientemente pegajoso» como para encajar en el informe. Varios ponchos diferentes y una chaqueta mexicana fueron reconstruidos en el producto final.Los lentes rojas de Alain Mikli de Betty pertenecían originalmente a Field. Ella y su equipo habían tenido problemas para encontrar el par adecuado, cuando Ferrera se dio cuenta de que Field llevaba las gafas en la cabeza y le pidió que se las probara.Field donó los lentes a la serie, ya que la distintiva «forma de ojos de gato» llamó la atención sobre las cejas y el cabello tupidos de Betty.
Para crear las cejas tupidas de Betty, la maquilladora Beverly Jo Pryor usó un pincel especialmente diseñado para aplicar un delineador de ojos en crema en la cara de Ferrera que daba una apariencia de pelos individuales.Pryor también usó un poco de rubor, crema hidratante para los labios y una crema hidratante para la piel que era más clara que el color de piel real de Ferrera para completar el aspecto del personaje.Los frenos de Betty se crearon con una pieza de plástico, similar a un retenedor, que encajaba sobre los dientes de Ferrera. La actriz fue a un dentista, que hizo un molde de sus dientes, para que la pieza encajara correctamente. La estilista Roddy Stayton hizo una peluca marrón oscuro con cabello real para el personaje. Dijo: «se supone que el aspecto es que ella se levantó, se lavó el cabello con champú y lo dejó secar».

## Recepción

### Audiencia
En su emisión original, «Pilot» atrajo a 16,32 millones de espectadores y una cuota de 5,0/14 entre los adultos de 18 a 49 años, lo que lo convierte en el mejor resultado de demostración de ABC con una serie con guiones regulares desde el debut de My So-Called Life en 1995.
En Reino Unido, «Pilot» se emitió originalmente en el Canal 4 el 5 de enero de 2007, atrayendo a 4,89 millones de espectadores, lo que le dio una cuota de audiencia del 19 % entre las 9:30 p. m. y las 10.30 p. m.Ugly Betty tuvo la tercera audiencia más alta para el lanzamiento de cualquier serie estadounidense en Channel 4, después de Lost y Desperate Housewives.
En Australia, el episodio atrajo a 2,13 millones de espectadores, lo que lo convierte en el programa mejor valorado del país para el 18 de febrero de 2007.

### Críticas
El episodio recibió críticas en su mayoría positivas. Robert Bianco de USA Today le dio al episodio 3 estrellas y media, y escribió: "No hay un nuevo programa más agradable, pero ese afecto puede vacilar si Betty no puede darle a Ferrera los guiones y el apoyo que se merece. Incluso el encanto intenso puede si te apoyas exclusivamente en él".Rob Owen de Pittsburgh Post-Gazette consideró el episodio "bastante bueno", pero se preguntó si la "premisa puede ser demasiado leve" para mantener una serie completa.Virginia Heffernan, de The New York Times, elogió la "relación brillante" de Mabius y Ferrera y dijo que "los dos tienen un héroe de valet de ida y vuelta que, si los escritores realmente lo exploran, podría convertirlos en un Wooster y Jeeves en horario estelar". Heffernan añadió que el programa "valía la pena verlo" por su humor y dulzura.Michael Slezak de Entertainment Weekly observó que el episodio estaba lleno de clichés, pero pensó que la actuación de Ferrera era lo suficientemente buena como para ocultar el hecho de que todos habían sido vistos antes.Añadió: "A pesar del episodio piloto que no contiene ni un solo punto sorprendente de la trama, Betty parece notablemente fresca".
Michael Ausiello, escribiendo para TV Guide, eligió el episodio como su "piloto más satisfactorio", y agregó: "Permíteme ser el primero en decir: '¡Dios bendiga a America Ferrera!'" Un escritor de PopSugar dijo: "Disfrutamos del primer episodio y no podemos esperar a ver hacia dónde se dirige". Pensaron que el formato del programa habría sido ideal para una comedia de situación de treinta minutos en lugar de durar una hora, pero esperaban que la decisión de la cadena les demostrara que estaban equivocados a largo plazo.Paddy Shennan, de The Liverpool Echo, elogió el episodio por tener "así como sustancia como estilo" y por su personaje principal «extremadamente agradable». Shennan bromeó: "Todo son tonterías descabelladas, pero son tonterías divertidas y descabelladas".Hadley Freeman de The Guardian también señaló los clichés, pero pensó que algunos de los chistes eran divertidos y disfrutó de la actuación de Ferrera. Freeman declaró que "no solo estaba apelando con una inteligencia palpable, sino que se las arregla para interpretar a la forastera sin recurrir a burlarse del mundo en el que trabaja".

### Premios y nominaciones
El episodio fue nominado y ganó varios premios después de su emisión. En la novena edición de los Premios ALMA, Horta ganó el premio al Escritor Mejor por una Serie de Televisión, Miniserie o Película de Televisión. Mientras que Shepard ganó el Premio de los Directores de América al Mejor Logro de Dirección en las Series de Comedia.Junie Lowry Johnson y Bernard Telsey ganaron el premio Comedy Pilot Casting de la Casting Society of America.Lowry Johnson también recibió una nominación en la categoría de Mejor Casting Episódico de Comedia.
En la 59.ª edición de los Premios Primetime Emmy, Shepard ganó el premio a la mejor dirección de una serie de comedia y Ferrera ganó el premio a la mejor actriz principal en una serie de comedia.El episodio había sido presentado para su consideración en las categorías de Mejor guion para una serie de comedia y Mejor actor invitado en una serie de comedia (para Sussman), respectivamente.